# Triaspis hypericoides
Triaspis hypericoides är en tvåhjärtbladig växtart. Triaspis hypericoides ingår i släktet Triaspis och familjen Malpighiaceae.

## Underarter
Arten delas in i följande underarter:
- T. h. canescens
- T. h. hypericoides
- T. h. nelsonii